# Torhovîțea, Horodenka
Torhovîțea (în ucraineană Торговиця) este o comună în raionul Horodenka, regiunea Ivano-Frankivsk, Ucraina, formată numai din satul de reședință.

## Demografie
Componența lingvistică a comunei Torhovîțea
     Ucraineană (99,62%)
     Alte limbi (0,29%)
Conform recensământului din 2001, majoritatea populației comunei Torhovîțea era vorbitoare de ucraineană (99,62%), existând în minoritate și vorbitori de alte limbi.